# Charles Emmanuel
Charles Emmanuel Marcondes (Piraquara, 6 de enero de 1989) es un actor de doblaje brasileño que actualmente vive en el estado de Río de Janeiro. Es conocido por su trabajo en el doblaje de dibujos animados, películas, telenovelas mexicanas y series de televisión, principalmente como Ron Weasley en la saga de Harry Potter y a Ben Tennyson en franquicia de Ben 10. Él es el hijo del también actriz de doblaje Teresa Anquetin. Inició su trabajo con la voz a actuar profesionalmente a los siete años.

## Filmografía

### Series animadas
| Personaje              | Nombre de la serie                                               |
| ---------------------- | ---------------------------------------------------------------- |
| Ben Tennyson           | Ben 10                                                           |
| Múltiplo               | X-Men: Evolution                                                 |
| A.J.                   | Los padrinos mágicos                                             |
| BMO                    | Hora de aventura                                                 |
| Rigby                  | Un show más                                                      |
| Mutano (Chico Bestia)  | Los jóvenes titanes, Los Jóvenes Titanes en acción               |
| Abyo                   | Pucca                                                            |
| Bolin                  | La leyenda de Korra                                              |
| Cody                   | Isla del drama, Luz, drama, acción, Drama Total Gira Mundial     |
| Blast Ketchup          | Johnny Test                                                      |
| Chiro                  | Super Escuadrón Ciber Monos Hiperfuerza ¡Ya!                     |
| Jeremy Johnson         | Phineas y Ferb, Phineas y Ferb: A través de la segunda dimensión |
| Pepe                   | Cuentos espantosos para niños caprichosos                        |
| Fábio Níqueis          | Las maravillosas desventuras de Flapjack                         |
| Kelly                  | Las maravillosas desventuras de Flapjack                         |
| Internet               | El increíble mundo de Gumball                                    |
| Cabeça de Ovo 2        | El increíble mundo de Gumball                                    |
| Mikey Simon            | Kappa Mikey                                                      |
| Yang                   | Yin Yang Yo!                                                     |
| Pochetio (Bolso Belly) | Tío Grandpa                                                      |
| Komodo                 | Animales Mecánicos                                               |
| Colin                  | Los Simpson: la película                                         |
| Nick                   | Los Simpson                                                      |
| Nick Park              | Los Simpson                                                      |
| Kenny Rogers           | Firebreather                                                     |
| Pipoca                 | La Naranja Molesta                                               |
| Nigel Planter          | Las sombrías aventuras de Billy y Mandy                          |
| Pudin                  | Las sombrías aventuras de Billy y Mandy                          |
| Patapez Ingerman       | How to Train Your Dragon, DreamWorks Dragones                    |
| Número 34              | KND: Los chicos del barrio                                       |
| Tuck                   | Generador Rex                                                    |
| Alvin                  | ParaNorman                                                       |
| Willy Zilla            | Mi Padre el rockero                                              |
| Príncipe Orloff        | El Show de Garfield                                              |
| Steve                  | Curious George                                                   |
| Príncipe Nestor        | El mundo de Quest                                                |
| Pepe                   | Cuentos espantosos para niños caprichosos                        |
| Rung Ladderton         | Scooby-Doo! Misterios S.A.                                       |
| Wilbur Robinson        | La familia del futuro                                            |
| Ron Stoppable          | Kim Possible                                                     |
| Toshiaki               | Frankenweenie                                                    |
| Teo                    | Avatar: la leyenda de Aang                                       |
| Voces diversas         | MADtv                                                            |